# قطعنامه ۸۹ شورای امنیت
قطعنامه ۸۹ شورای امنیت سازمان ملل متحد که در تاریخ ۱۷ نوامبر ۱۹۵۰ تصویب شد، سندی بین‌المللی دربارهٔ مسئلهٔ فلسطین است. این قطعنامه طی نشست ۵۲۴ام با ۹ موافق، ۰ مخالف و ۲ ممتنع تصویب شد.